# Second Eastern Women's Congress
Second Eastern Women's Congress, även känd som General Congress of Oriental Women och Oriental Women's Congress var en internationell konferens som ägde rum i Teheran i Persien, dagens Iran, år 1932.  Den samlade kvinnoorganisationer och representanter från Mellanöstern och Östasien. 
Mellan 27 November och 2 December 1932 hölls den internationella kvinnokongressen Second Congress of Eastern Women (Dovvomīn Kongera-ye zanān-e šarq) i Teheran av Persiens ledande kvinnoorganisation Jam'iyat-e Nesvan-e Vatankhah med stöd och uppmuntran från den kungliga regimen. Kongressen organiserades av Šayḵ-al-Molk Owrang från Libanon, som var kongressens president; Fāṭema Saʿīd Merād från Syria, Ḥonayna Ḵūrīya från Egypten och Mastūra Afšār från Persien, som tillhörde organisationskommittén. Dess formella ordförande och värd var dåvarande kronprinsens tvilling prinsessan Ashraf Pahlavi  och dess sekreterare Sediqeh Dowlatabadi. 
Den föregicks av First Eastern Women's Congress som hade arrangerats i Damaskus i Syrien i juli 1930 av General Union of Syrian Women under ledarskap av Nour Hamada. Den hade i sin tur arrangerats som ett svar på International Woman Suffrage Alliances kongress i Berlin 1929, och varit den första som samlat Mellanösterns kvinnorörelser. 
Den följdes av All-Asian Women's Conference i Lahore i Indien 1931, som organiserade Östasiens kvinnor. Kongressen var ett försök att organisera Mellanösterns feminister, på samma sätt som Västvärldens feminister vid denna tid hade organiserat sig internationellt. 
Delegater från Afghanistan, Australien, Kina, Egypten, Grekland, Indien, Indonesien, Irak, Japan, Libanon, Persien, Syrien, Tunisien, Turkiet och Zanzibar. Kongressen diskuterade tillståndet i respektive länder, hur eftersatt kvinnors rättigheter var i den muslimska världen, specifikt analfabetismen och förtrycket från äkta män, och antog en resolution med 22 punkter bland dem lika rättigheter i utbildning, yrke, lön, reform av familjelagar och förbud mot polygami och prostitution.
Konferensen tog upp en rad frågor till debatt. En gemensam rekommendation var reformer i familjelagstiftningen, reformer av den islamiska lagen, kvinnlig rösträtt och kurser i läskunnighet för vuxna kvinnor.
Den följdes av Third Eastern Women's Congress.